# Neomaorina scutellata
Neomaorina scutellata är en tvåvingeart som först beskrevs av Malloch 1930.  Neomaorina scutellata ingår i släktet Neomaorina och familjen prickflugor. Inga underarter finns listade i Catalogue of Life.